# Luis Vera Pró
Luis Vera Pró (Madrid, 1946-2021) fue un dramaturgo español, fundador (1970) y director del grupo o compañía teatral Ditirambo Teatro Estudio, perteneciente al denominado Teatro independiente en España, en el ámbito del Teatro español de la segunda mitad del siglo XX.

## Biografía intelectual y profesional
Realizó estudios de Derecho y Ciencias de la Información (Imagen), en la Universidad Complutense. Licenciado por la Real Escuela Superior de Arte Dramático de Madrid en 1972. 
Durante la década 1970-1980 desarrolló una decena de realizaciones que cuentan entre lo más significativo de su labor escénica como director y actor de Ditirambo Teatro Estudio, grupo teatral independiente muy reconocido en ese periodo importante del teatro español de la segunda mitad del siglo. Comenzó con las versiones y puestas en escena de La Máquina (creación colectiva), Sabbat (basada en “Las brujas de Salem”, de Arthur Miller) y Sibyla (basada en “Las Euménides”, de Esquilo).
Entre 1971 y 1974 fue miembro del Instituto Internacional de Teatro (sección española). Miembro del consejo de Pipirijaina (revista) durante todo su periodo de existencia. Publicó artículos en Yorick (revista), Primer Acto (revista), El Público (revista) y la Revista de la Asociación de Directores de Escena de España (ADE).
Su colaboración y puesta en escena de obras del barroco radical Miguel Romero Esteo contribuye decisivamente a su pensamiento dramático y a su influencia práctica en el teatro experimental español. Publicó una síntesis de su pensamiento dramático con el título de Hiperteatralidad en 1991.

## Obra escénica
Espectáculos representados con Ditirambo Teatro Estudio en festivales internacionales 
(París, Nápoles, Erlangen, Bienal de Venecia 76, universidades de Estados Unidos, Madrid):
- Paraphernalia de la olla podrida, la misericordia y la mucha consolación. Grotescomaquia (de Miguel Romero Esteo. Estrenada en el VI Festival Internacional de Teatro de Sitges, 1972).

- Danzón de Exequias (textos de Michel de Ghelderode en versión de Francisco Nieva. Escenografía: José Hernández. Música: Carlos Cruz de Castro).

- Pasodoble (de Miguel Romero Esteo. Estrenada en 1974).[5][6]

- El barco de papel. Marinería (de Miguel Romero Esteo. Estrenada en Madrid, Centro Cultural De la Villa, diciembre de 1980).[7]

- El desván de los machos y el sótano de las hembras (de Luis Riaza. Espacio escénico: OPS. Música: Juan José García Caffi).[8]

Otras realizaciones importantes:
- Juan Francisco Woyzek (de Georg Büchner, en colaboración con Pilar Cano).

- El diablo cojuelo (de Luis Vélez de Guevara, en colaboración con Domingo Miras).

- Y pusieron esposas a las flores (de Fernando Arrabal).

- La maravillosa historia de Alicia y los muy intrépidos y esforzados caballeros de la Tabla Redonda (obra colectiva coordinada por Luis Matilla, escenografía y figurines de Gerardo Vera, música de Luis Mendo. Obra publicada en Madrid, Campus, 1979, incluyendo “Partitura de Actitudes”, sinopsis de la metodología interpretativa de Ditirambo Teatro Estudio).

- Pasodoble (de Miguel Romero Esteo. Nueva puesta en escena de esta obra clave del Nuevo Teatro. Málaga, 1982).

- Yvonne, princesa de Borgoña (de Witold Gombrowicz. Dirigida para Teatro de las Musarañas. Madrid, marzo, 1983). CDAEM

- Horror Vacui (de Miguel Romero Esteo. Estrenada en Teatro Albéniz. Festival de Otoño de Madrid, diciembre, 1996). CDAEM

## Ediciones
- Editor, en colaboración con Óscar Cornago, de la Obra Completa de Miguel Romero Esteo, Madrid, Editorial Fundamentos, 2005-2009, 10 vols. ("Biblioteca Romero Esteo").

- Editor, en colaboración con Ditirambo Teatro Estudio, de Miguel Romero Esteo, Pontifical (Grotescomaquia) (1966), Madrid, Asociación de Alumnos de la R.E.S.A.D. y Ditirambo Teatro Estudio, 1971, 2 vols. (Edición clandestina). (1ª Ed. legal en versión alemana: Pontifikale, Francfort. Suhrkamp Verlag, 1971; 1ª Ed. legal española, Madrid, Fundamentos, 2007).

- Versión e introducción a Bricolage, de Miguel Romero Esteo, como Manual de Bricolaje, en Revista Acotaciones de la R.E.S.A.D., vol. 14, enero-junio, 2005.

## Obra inédita
- La muerte de Circe (obra dramática).

- El esquema de transformación imaginativo (teoría teatral).